# Литл Америка (Вајоминг)
Литл Америка (енгл. Little America) насељено је место без административног статуса у америчкој савезној држави Вајоминг.

## Демографија
По попису из 2010. године број становника је 68, што је 12 (21,4%) становника више него 2000. године.
| Група             | 2000.      | 2010.      |
| Белци             | 31 (55,4%) | 34 (50,0%) |
| Афроамериканци    | 0 (0,0%)   | 3 (4,4%)   |
| Азијати           | 0 (0,0%)   | 0 (0,0%)   |
| Хиспаноамериканци | 25 (44,6%) | 31 (45,6%) |
| Укупно            | 56         | 68         |